# 無人宇宙補給機
無人宇宙補給機（むじんうちゅうほきゅうき、英語: Unmanned resupply spacecraft）とは、宇宙ステーションに機材や物資などを補給するために設計された無人宇宙機。「無人」とある通り有人飛行は想定されていないが、宇宙ステーションとドッキングしている間は与圧部に人が出入りできるようになっている。
1978年1月20日に打ち上げられたプログレス1から始まり、過去にはサリュート6号、サリュート7号、ミール、天宮2号の補給に、そして現在は国際宇宙ステーション (ISS) と中国宇宙ステーション (CSS) の補給に使用されている。打ち上げられた機体のほとんどは、旧ソ連・ロシア連邦のプログレス補給船である。

## 運用中
- ロシアのプログレス補給船[1] : 1978年1月20日運用開始。
  - 有人宇宙船のソユーズを新機能のテストなどで無人で打ち上げる必要が生じた際、併せて宇宙ステーションへの補給を行うミッションが過去に数回実施されている（ソユーズ20号、ソユーズT-1、ソユーズTM-1、ソユーズMS-14）。
- アメリカのスペースXのドラゴン2 : NASAの商業乗員輸送開発 (CCDev) に基づいてスペースX社が開発した有人宇宙船であり、商業補給サービス (CRS) を行う。COTS計画によって開発されたドラゴンの後継機でもある。
  - 2019年3月2日 (UTC) に有人仕様のドラゴン2（クルードラゴン）の試験機が無人で打ち上げられ、ISSへ180 kg ほどの物資や機器を輸送した[2]。2020年5月30日 (UTC) には有人打ち上げに成功し、有人機としての運用を開始した。さらに、この有人型ドラゴンから脱出機構を省略した無人仕様の同型機による新型ドラゴン補給船（カーゴドラゴン）が2020年12月6日に打ち上げられ、CRSでの運用を開始した[3]。
  - アメリカ航空宇宙局は2011年のスペースシャトル退役以降、宇宙ステーションへの補給手段を自身で保有しておらず、民間のスペースXとオービタル・サイエンシズに委託している。
- アメリカのオービタル・サイエンシズ（当時[注 1]）のシグナス : 2013年9月18日に打ち上げられ初補給。ドラゴンと同じく商業軌道輸送サービス (COTS) 計画により開発され、商業補給サービス (CRS) を行う。
- 中国の天舟 : 天宮計画の無人補給船。
  - 2017年4月20日に試験機である天舟1号が長征7号で打ち上げられた。これはすでに無人化している天宮2号に対するミッションだったが、ドッキング試験のみならず、実際に燃料の「補給」も任務に含まれた[4]。22日にドッキング成功[5]。
  - 2021年5月29日に打ち上げられた天舟2号が翌30日に中国宇宙ステーションへドッキングし[6]、補給船として実用的な運用が始まった。2024年1月までに、天舟は第7号まで打ち上げられた[7]。
- アメリカのCST-100スターライナー : NASAの商業乗員輸送開発 (CCDev) に基づきボーイング社が開発する有人宇宙船。2019年に試験機が無人でISSへの補給ミッションを試みており、打ち上げには成功したが、このときの輸送は失敗した。その後、2022年5月のミッションで無人での物資輸送に成功した[8]。

## 運用終了
- ロシアのTKS : 1981年 - 1991年。
- 欧州の欧州補給機 (ATV) : 2008年3月9日 - 2015年2月15日。
  - 欧州宇宙機関 (ESA) ではATVと呼ばれる補給貨物船をISSへの貨物運搬に運用していた。1号機（ジュール・ヴェルヌ）は2008年に打ち上げられた。プログレスの約3倍にあたる最高7.5トンの貨物をISS軌道上に運搬でき、12ヶ月ごとにアリアン5ロケットで打ち上げる計画だった。最終5号機（ジョルジュ・ルメートル）が2015年2月15日に大気圏再突入して運用終了。
- アメリカのスペースXのドラゴン : 2012年5月22日 - 2020年4月7日。
  - 2012年5月22日に打ち上げられ初補給。商業軌道輸送サービス (COTS) 計画により開発され、商業補給サービス (CRS) を行った。
- 日本の宇宙ステーション補給機 (HTV) : 2009年9月10日 - 2020年8月20日。
  - 日本の宇宙航空研究開発機構 (JAXA) ではHTVと呼ぶ補給貨物船をISSへの貨物運搬に運用している。2009年9月10日に1号機がH-IIBロケットで打ち上げられ、2020年5月に最終9号機が打ち上げられ、日本時間の同年8月20日16時7分ごろ大気圏に再突入し[9]、運用を終了した。以降は後継機の新型宇宙ステーション補給機 (HTV-X) に移行する方針である[10]。

## 開発中
- 日本の新型宇宙ステーション補給機 (HTV-X) : HTVの後継機。全面的に設計を見直し、コストを抑制したもの。将来的にゲートウェイへの補給機としての利用も検討されている。
- アメリカのドリームチェイサー[11] : NASAの商業補給サービスフェーズ2 (CRS-2) に基づきシエラ・ネヴァダ・コーポレーションが開発する無人補給機。
- アメリカのドラゴンXL : NASAの月周回軌道上の有人拠点ゲートウェイへの補給機としてスペースXが開発する無人補給機[12]。
- 名称未定 : 国際宇宙ステーションの運用終了後の制御落下には、スペースXのドラゴンをベースとした新規開発の無人船が使用される予定[13]。
- ロシアのソユーズGVK : プログレス補給船の後継機。物資を地上へ持ち帰る機能を有する[14]。

## 開発中止
- アメリカのロケットプレーン・キスラーによるK-1 : 資金調達に失敗したため、NASAとの契約が終了[15]。
- アンドリュース・カーゴ・モジュール
- アメリカのARCTUS（英語版） : COTS計画の無人補給船。
- 日本のHTV-R
- アメリカのジュピター（英語版） : CRS-2計画で提案された無人補給船。パロームと同じようなコンセプトで、貨物コンテナ「エクソライナー」を軌道上で交換でき、再利用できることが特徴である[16]。
- ロシアのパローム（英語版） : ロシア語でフェリーを意味するパロームという名前の新しい宇宙船が、プログレスの代替としてRKKエネルギア社から提案されていた。この新しい宇宙船は、計画中のクリーペルやロシアのエアロックをもつ他の貨物コンテナを回収し、最大15トンまでISSに運搬できる。しかし、その後もプログレスが使われる計画があることや、パロームの新たな情報が出なくなったことから、中止された可能性も指摘されている[16]。

## ギャラリー
- 無人宇宙補給機の比較。左からプログレス、ATV、HTVと発展型（HTV-X）、ドラゴン標準型と拡張型、シグナス標準型と拡張型、天舟。赤が与圧区画、橙が非与圧区画、青が燃料区画

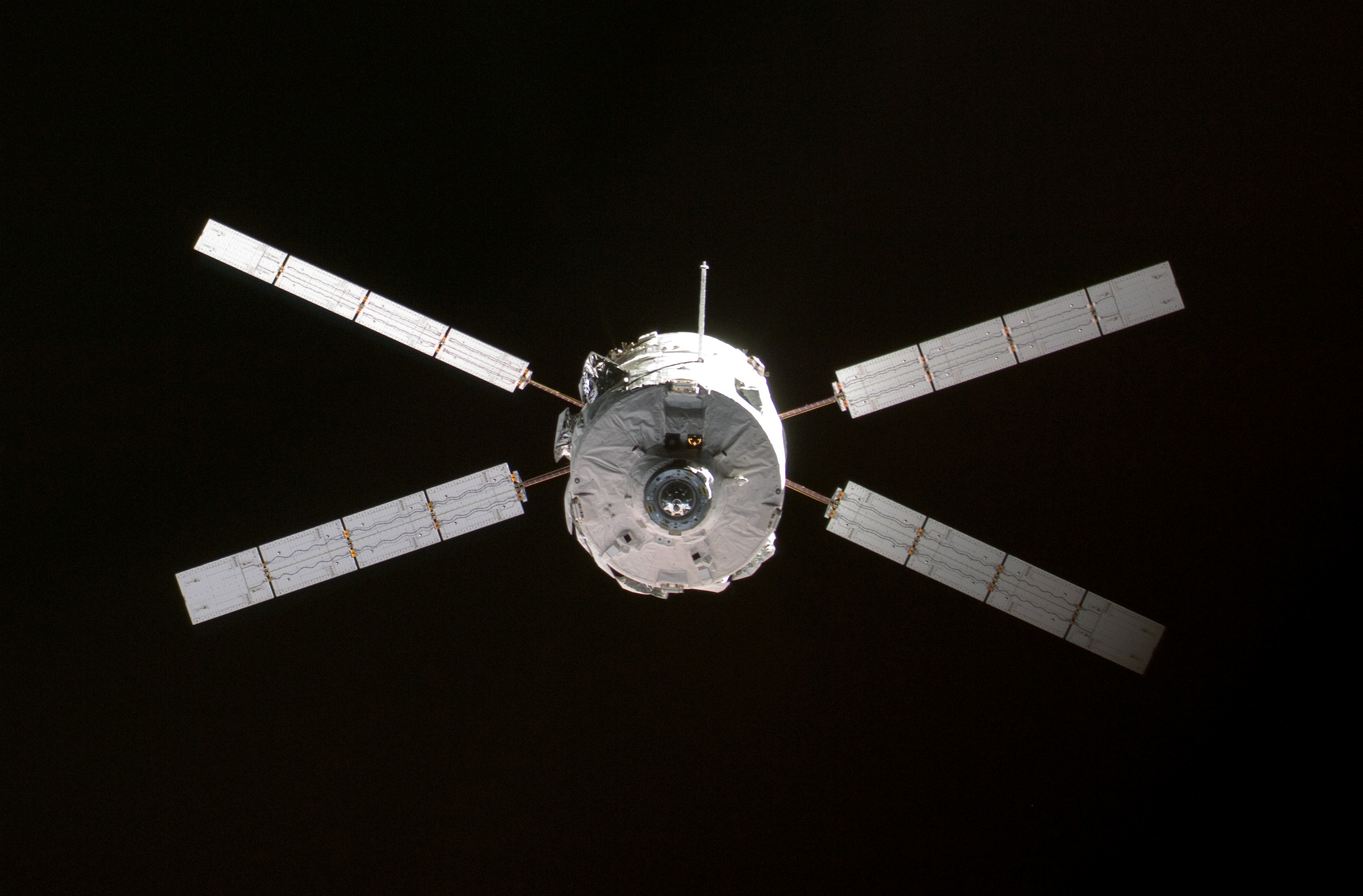
ATV初号機ジュール・ヴェルヌ
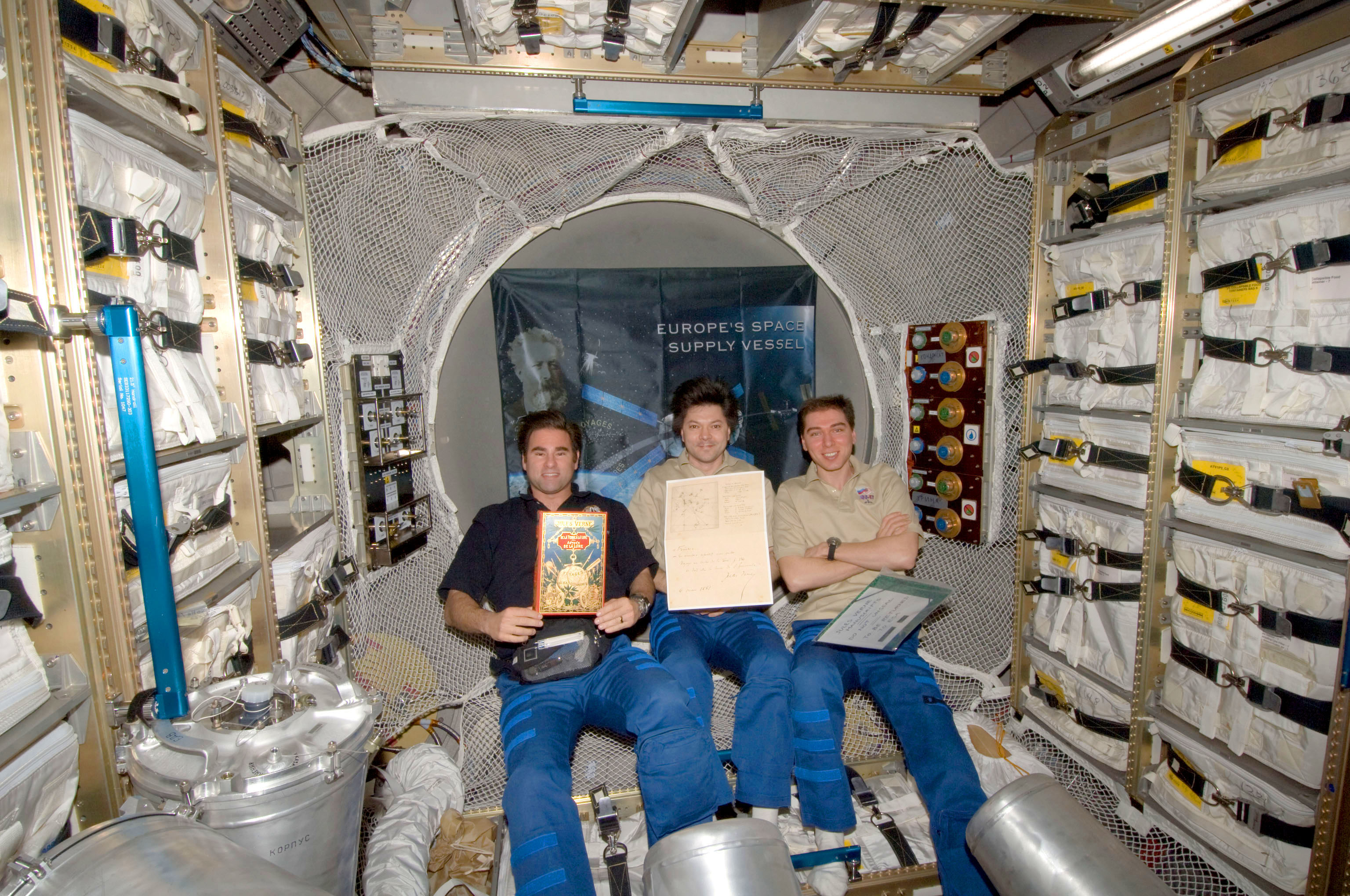
ジュール・ベルヌの内部
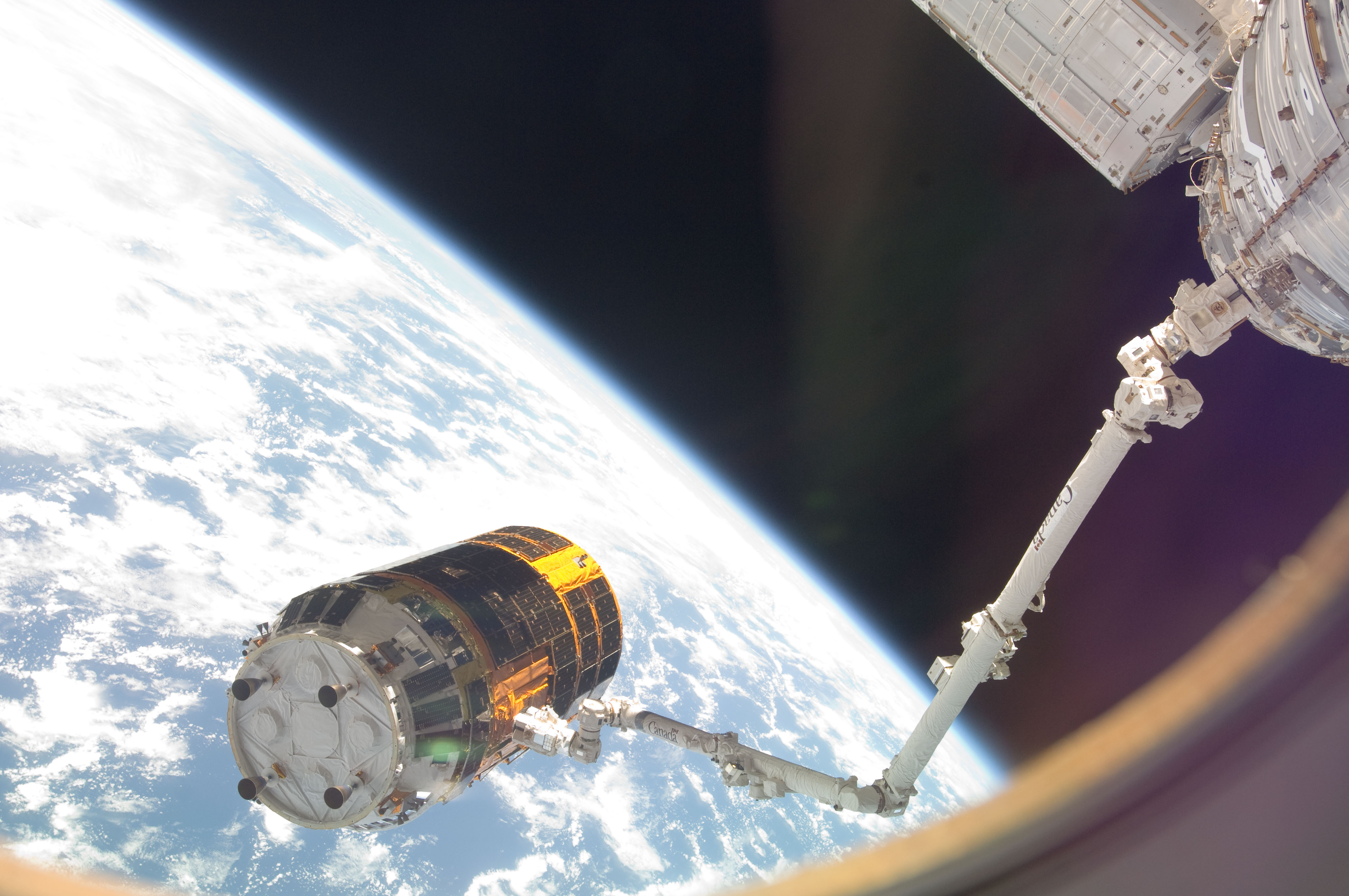
HTV初号機。HTVはカナダアーム2によってドッキングする
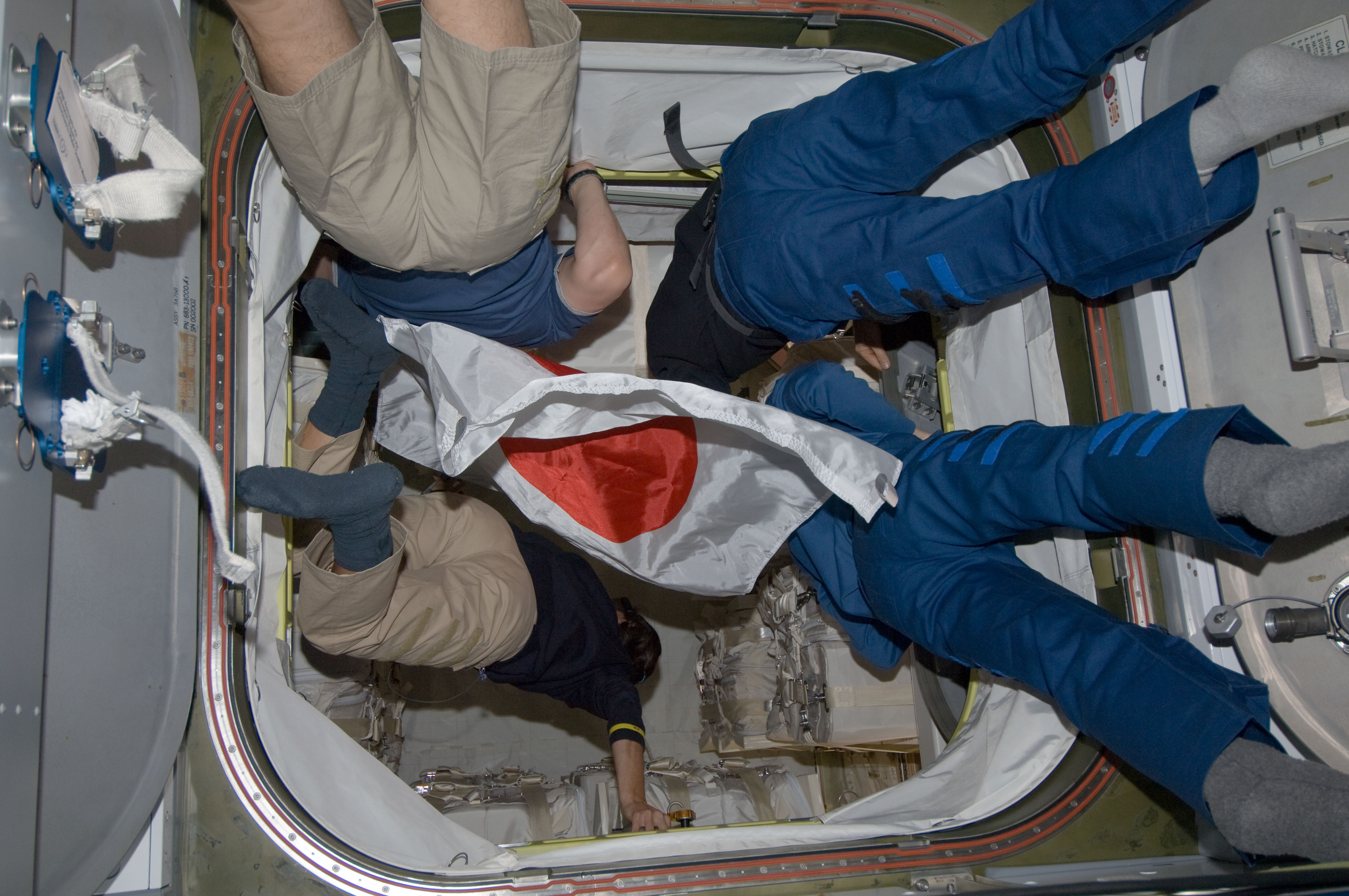
HTV初号機の与圧部に入るISSクルー
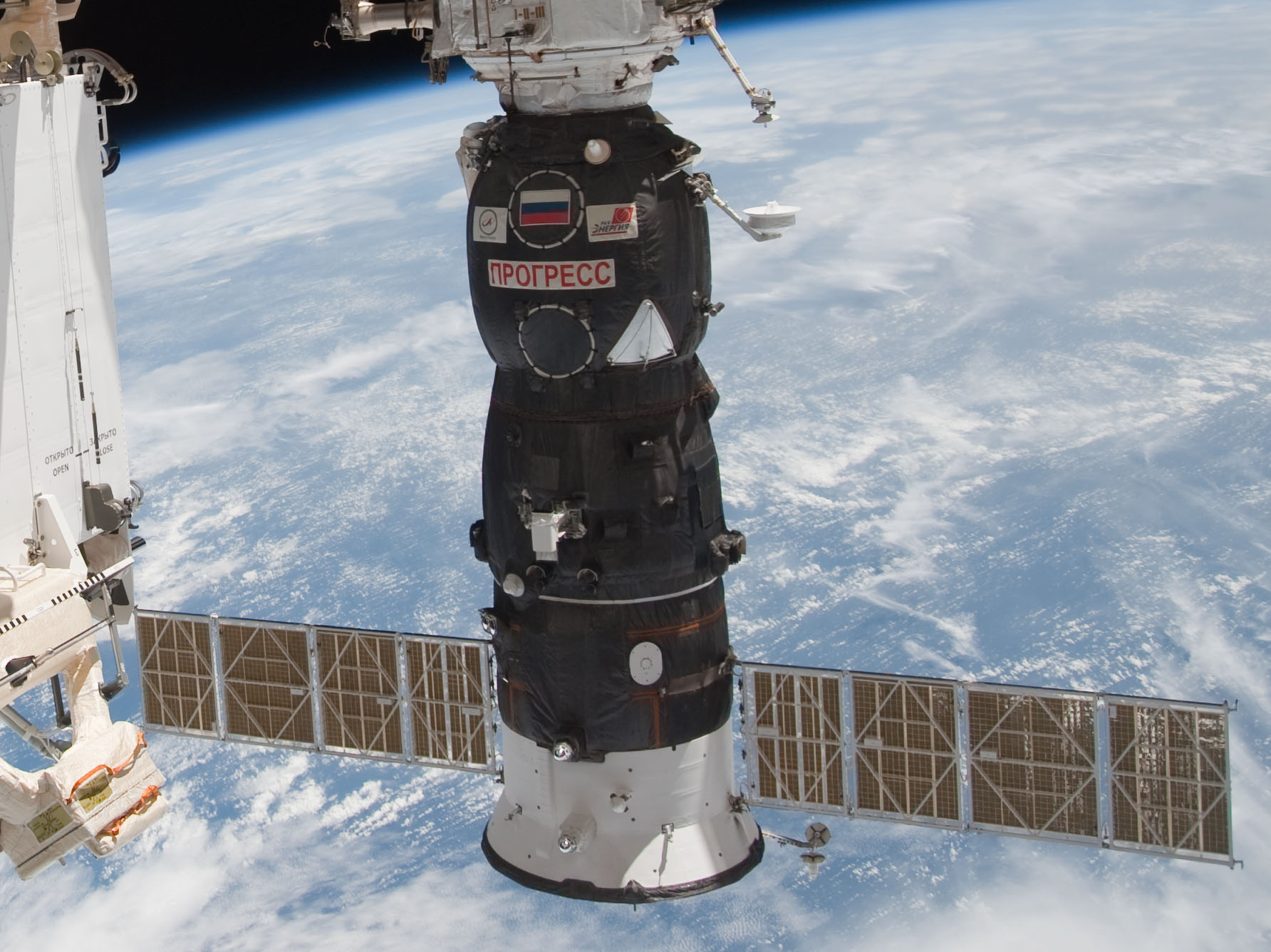
ISSにドッキングしているプログレスM-05M
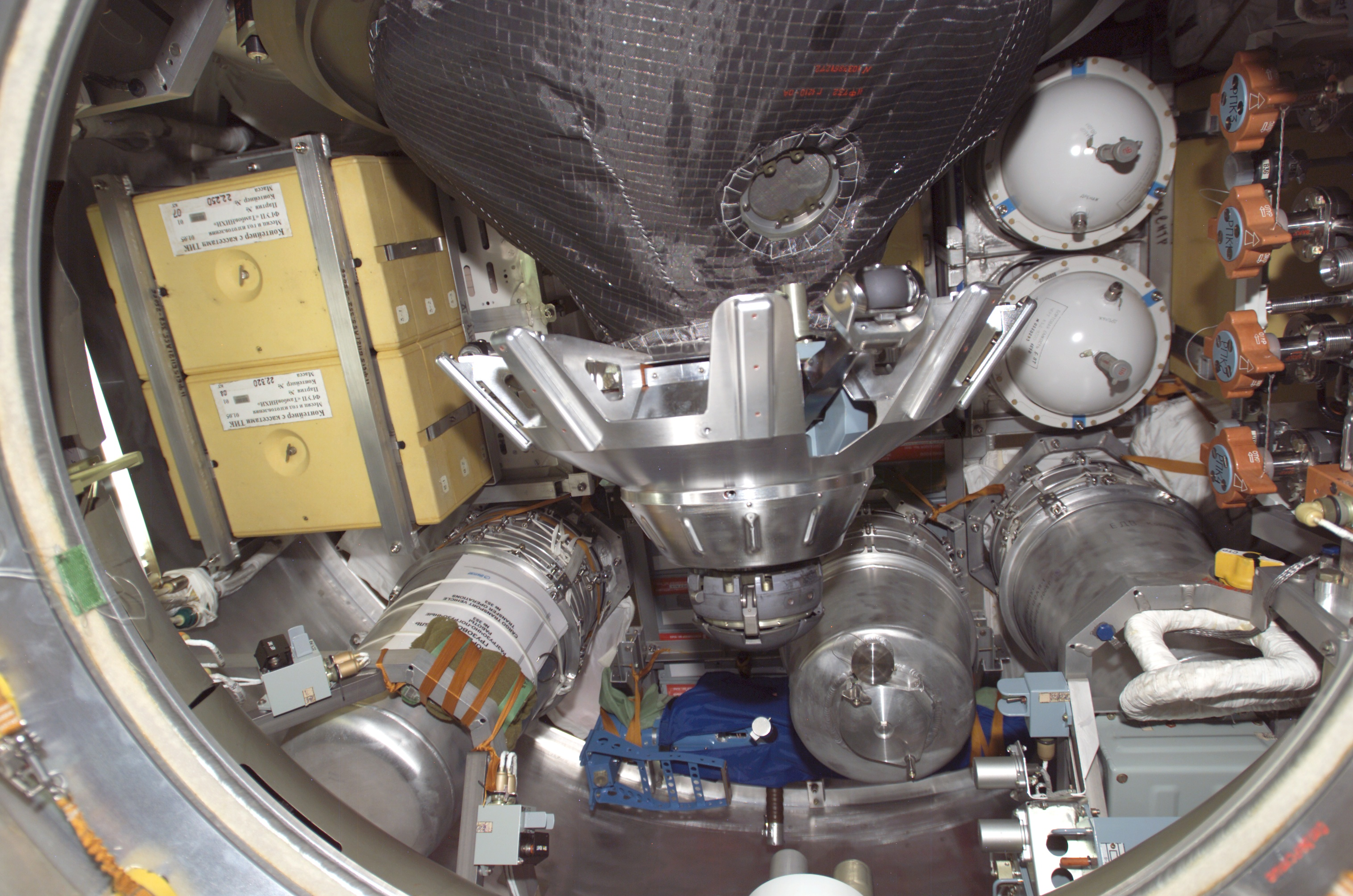
プログレスM-53の補給物資。食料、水、燃料、装置が2トン入っている